# Брус Мајнс (Онтарио)
Брус Мајнс (енгл. Bruce Mines) је градић у Канади у покрајини Онтарио. Према резултатима пописа 2011. у граду је живело 566 становника.

## Становништво
Према резултатима пописа становништва из 2011. у граду је живело 566 становника, што је за 3,1% мање у односу на попис из 2006. када је регистровано 584 житеља.
| 2006. | 2011. |
| ----- | ----- |
| 584   | 566   |